# Ie Bintah
Ie Bintah is een bestuurslaag in het regentschap Aceh Tamiang van de provincie Atjeh, Indonesië. Ie Bintah telt 1106 inwoners (volkstelling 2010).